# Бабинки (Могилёвская область)
Ба́бинки (бел. Бабінкі) — деревня в составе Рясненского сельсовета Дрибинского района Могилёвской области Республики Беларусь.

## Население
- 1999 год — 4 человека
- 2010 год — 1 человек

## Знаменитые земляки
- Чиж Аркадий Семёнович - доктор медицинских наук, профессор, отличник здравоохранения Республики Беларусь.